# Theo Hölscher
Theodor Franz Matthias Viktor Hölscher (* 25. November 1895 in Münster; † 8. September 1966 ebenda) war ein deutscher Maler und Grafiker.

## Leben und Wirken
Theodor „Theo“ Hölscher wurde am 25. November 1895 in Münster geboren. Bis 1914 besuchte er dort die Volksschule und danach die Höhere Schule. Nach seiner Schulzeit bereitete er sich bei einem Universitäts-Zeichenlehrer auf den Besuch der Kunstakademie vor. Ab September 1914 war Hölscher als Kriegsfreiwilliger Soldat im Ersten Weltkrieg, wo er vom 28. Dezember 1914 bis zum 11. November 1918 beim Reserve-Regiment 130 als Vizefeldwebel, dann Leutnant und Bataillons-Adjutant diente. Im Februar 1919 wurde er im Range eines Offiziers aus dem Militärdienst entlassen. Während seines Fronteinsatzes konnte er in ruhigen Phasen zeichnerische Arbeiten anfertigen, was ihn nach dem Krieg darin bestärkte, seine künstlerischen Ambitionen weiter zu verfolgen.
Von 1920 bis 1922 absolvierte Hölscher ein Studium an der Staatlichen Kunstakademie Kassel mit der Ausbildung für das künstlerische Lehramt an höheren Schulen unter seinem Lehrer Kay H. Nebel. Dort freundeten sich Hölscher, der Paderborner Hans Kraft und der Münsteraner Josef Wedewer an. Im Jahr 1923 begann Hölscher seine Lehrtätigkeit als Kunsterzieher am Realgymnasium in Hamm/Westfalen, wo er im zweiten Fach Turn- und Sportunterricht gab. Im Jahr 1924 unternahm er eine Schwarzwaldreise. Der Maler und Kunstprofessor Hermann Sandkuhl vermittelte Hölscher die Teilnahme an der Juryfreien Kunstausstellung in Berlin sowie weitere Ausstellungsgelegenheiten in Stockholm und Buenos Aires. Gemeinsam mit seinem Malerkollegen Josef Wedewer und dem am Gustav-Lübcke-Museum wirkenden Kunsthistoriker Heinrich Ossenberg gründete er 1925 die Gruppe „Junges Westfalen“ in Hamm. Die ersten „selbstständigen“ Gemälde im Stil der Neuen Sachlichkeit bildeten einen ersten Höhepunkt im Schaffen des nunmehr 30-jährigen Malers Theo Hölscher. Nun schuf er eine Fülle von Bildern, die Motive aus Hamm und der Umgebung zeigen; und vor allem diese Werke tragen die unverwechselbare Handschrift des Künstlers und machten ihn weit über die Stadt hinaus bekannt. Für Hölscher, der auch gern Architekt geworden wäre, waren bauliche Strukturen städtischer Gebäude und Funktionsbauten wie Brücken, Bohrtürme und Kanalanlagen von herausragender Bedeutung, und so verarbeitete er immer wieder das Stadtbild Hamms sowie deren Industrie und Technik in seinen Öl- und Tempera-Gemälden. Daher gilt er als Porträtist der Industriestadt Hamm in den Zwischenkriegsjahren. Im Jahr 1926 unternahm er Reisen nach Paris und Tirol. Der Kunstkritiker und Schriftsteller Paul Westheim sowie der Kunsthändler Alfred Flechtheim setzten sich 1926 in Berlin und Düsseldorf für Hölscher ein. In das Jahr 1927 fiel seine erste Hollandreise ebenso wie sein Eintritt in die Gruppe „Freie Künstlergemeinschaft Schanze“ in Münster, der sich auch der gerade nach Münster gezogene, zum international erfolgreichen Plakatkünstler avancierende Hans Kraft anschloss.
Am 5. September 1928 heiratete er Annemarie Hölscher, geborene Lindemann, dem sich 1929 weitere Studienfahrten in die Niederlande sowie eine Paris-Reise zusammen mit seiner Frau und dem befreundeten Ehepaar Wedewer anschlossen. Im Dezember 1930 bewarb sich Hölscher um den Großen Staatspreis für Maler und Bildhauer der Preußischen Akademie der Künste, Berlin. Zu diesem Zeitpunkt besaß die Berliner Nationalgalerie bereits Gemälde von ihm. Er unternahm bis 1934 weitere Reisen nach Holland, Paris, Tirol, in den Schwarzwald und an die Ostsee.
Nach dem Ausbruch des Zweiten Weltkriegs 1939 wurde Hölscher als Reserveoffizier einberufen. Den Kriegsdienst absolvierte er lediglich bis 1944, weil er wegen gesundheitlicher Beeinträchtigungen aus der Wehrmacht ausscheiden musste. Es folgte seine Übersiedlung nach Enniger, Bauerschaft Sommersell, da die Stadt Hamm alliierten Bombardements ausgesetzt war. Nach Kriegsende 1945 wurde Hölscher aus dem Schuldienst entlassen und zog nach Münster um. Von nun an nahm er seine künstlerische Arbeit wieder auf und beteiligte sich – auch in organisatorischer Hinsicht – an der wiederbeginnenden Ausstellungsarbeit. 1947 engagierte er sich als Mitbegründer und Mitglied der Gruppe „Westdeutscher Künstlerbund“ in Hagen. Ab 1950 wandte er sich der gegenstandslosen Malerei zu. 1962 erfolgte sein Beitritt zur „Dortmunder Gruppe“, der er bis zu seinem Tode angehörte. Am 8. September 1966 ist Theo Hölscher in Münster gestorben.

## Bedeutung
Der Künstler Theo Hölscher ist überregional bedeutend. Anfangs Impressionist, ging er in den zwanziger Jahren zu einer der Neuen Sachlichkeit verwandten Malweise über, die eine von der Technik durchsetzte Welt zeigt. Ab 1950 vollzog er eine Wendung zur abstrakten Malerei hin, beeinflusst von Vincent van Gogh. Seine Werke sind in zahlreichen Museen vertreten. 1991 konnte das Gustav-Lübcke-Museum in Hamm von der Witwe Annemarie Hölscher den Nachlass des Künstlers übernehmen. Das Museum bewahrt derzeit fast 600 seiner Arbeiten auf, darunter auch Skizzen.

## Ausstellungen
- 1927: Sonderausstellung Theo Hölscher und Josef Wedewer in den Kunsthallen Hansa Haus, Essen
- 1937: Große Deutsche Kunstausstellung, München[5]
- 1978: Graphik des 20. Jahrhunderts. Sammlung Theo Hölscher. Gustav-Lübcke-Museum, Hamm
- 1980: Theo Hölscher – Gemälde, Zeichnung, Graphik. Gustav-Lübcke-Museum, Hamm
- 1985: Theo Hölscher. Studioausstellung im Gustav-Lübcke-Museum, Hamm
- 2016: Münster. Kabinett 33 im Stadtmuseum Münster
- 2018: Hamm – Mit Hölschers Augen und mit dem Fotoobjektiv von Jürgen Post. Gustav-Lübcke-Museum, Hamm[2]

## Schüler
- Paul Commer
- Josef Hegemann